# Эймсбери

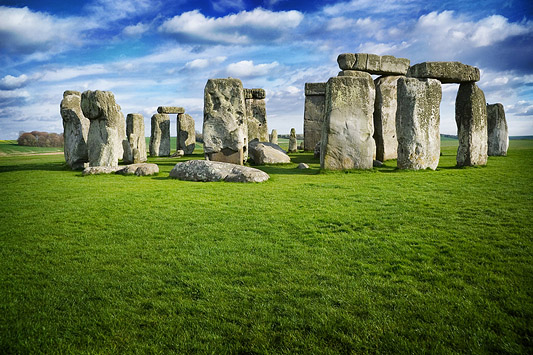
Стоунхендж

Эймсбери (англ. Amesbury) — город в графстве Уилтшир, Англия.
Город приобрёл всемирную славу благодаря расположенной неподалёку доисторической достопримечательности — Стоунхенджа. В 2002 году население города составляло 8907 человек.
24/25 июня 1291 года здесь умерла Элеонора Прованская, королева Англии, которая была похоронена в местном аббатстве.